# 黒須みゆき
黒須 みゆき（くろす みゆき、1969年4月25日 - ）は、日本の写真家。埼玉県出身。

## 経歴
1969年4月25日生まれ。1988年、埼玉県立浦和西高等学校卒業。1990年に神田外語学院を卒業後、就職する。
1992年、東京写真専門学校（現：専門学校東京ビジュアルアーツ）写真学科2部に入学。その翌年には写真家・平間至に師事した。1997年、第10回ひとつぼ展入選をきっかけに、フリーランスとして仕事を始める。

## 写真集
- 『実写』オダギリジョー（ビブロス・2000年）
- 『DOCUMENT 草彅剛 in 黄泉がえり』（角川書店・2003年）
- 『李冬冬＝阿部力〜大停電の夜に東京で〜』（角川書店・2005年）
- 『日本沈没 PHOTO BOOK featuring 草彅剛』（角川書店・2006年）
- 『たびぼん』竹内結子（SDP・2007年）
- 『クサナギロン』草彅剛（集英社・2008年）

## 雑誌連載
- TVfan CROSS　表紙+巻頭グラビア（Vol.2 〜）
- InRed　「Men's Holiday」（宝島社 連載中）
- InRed　「Men's File」
- MORE　草彅剛「僕の隠れ家へようこそ」（集英社 2004年3月〜2008年6月）
- telepal f　表紙＋巻頭グラビア（小学館 2003年2月〜2007年10月）
- 月刊クーヨン　大貫妙子「ぽちやさい」（クレヨンハウス）
- 月刊ザテレビジョン　矢田亜希子「のほほん散歩」（角川書店）
- Olive　岡田准一「Tempo Rubato」（マガジンハウス）

## CDジャケット
- Priscilla Ahn　「Natural Colors」「Home 〜 My Song Diary」
- 柴咲コウ 「嬉々」「ひと恋めぐり」「プリズム」
- 大貫妙子 「Library」「Note」「One Fine Day」
- 大萩康司 「AQUARELLE」「想いの届く日」
- 隼人加織　「PLUMA」
- 姜建華「GREENSLEEVES」「My Best From The West」「My Best From The East」
- advantage lucy「風にあずけて」「めまい」「Station」
- 坂本真綾　「プラチナ」
- Mr.Children 「LAND IN ASIA」

## その他
- 小池徹平カレンダー 2008